# Cincău, Zastavna
Cincău (în ucraineană Чуньків, transliterat Ciunkiv și în germană Czinkeu) este un sat reședință de comună în raionul Zastavna din regiunea Cernăuți (Ucraina). Are 1,414 locuitori, preponderent  ucraineni (ruteni).
Satul este situat la o altitudine de 235 metri, pe malul râului Nistru, în partea de nord a raionului Zastavna.

## Istorie

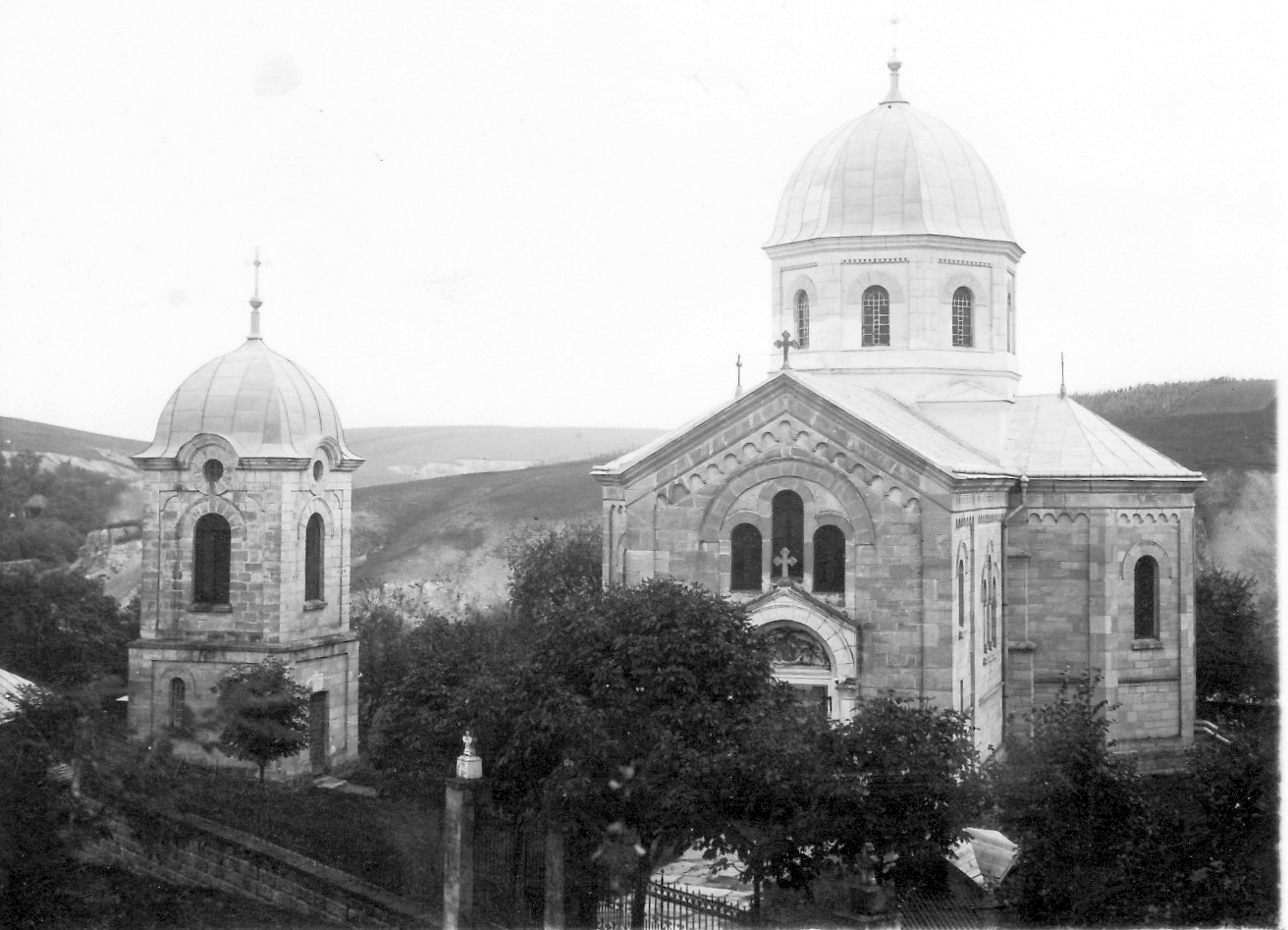
Biserica (1936)

Localitatea Cincău a făcut parte încă de la înființare din regiunea istorică Bucovina a Principatului Moldovei. După anexarea Bucovinei de către Imperiul Habsburgic în anul 1775, localitatea Cincău a făcut parte din Ducatul Bucovinei, guvernat de către austrieci, făcând parte din districtul Zastavna (în germană Zastawna). 
După Unirea Bucovinei cu România la 28 noiembrie 1918, satul Cincău a făcut parte din componența României, în Plasa Nistrului a județului Cernăuți. Pe atunci, majoritatea populației era formată din ucraineni, existând și o comunitate de români. 
Ca urmare a Pactului Ribbentrop-Molotov (1939), Bucovina de Nord a fost anexată de către URSS la 28 iunie 1940, reintrând în componența României în perioada 1941-1944. Apoi, Bucovina de Nord a fost reocupată de către URSS în anul 1944 și integrată în componența RSS Ucrainene. 
Începând din anul 1991, satul Cincău face parte din raionul Zastavna al regiunii Cernăuți din cadrul Ucrainei independente. Conform recensământului din 1989, din cei 1.425 de locuitori ai satului, 1.420 s-au declarat de etnie ucreaineană, 4 de etnie rusă și unul de altă etnie . În prezent, satul are 1.414 locuitori, preponderent ucraineni.

## Demografie
Componența lingvistică a comunei Cincău
     Ucraineană (99,86%)
     Alte limbi (0,14%)
Conform recensământului din 2001, majoritatea populației comunei Cincău era vorbitoare de ucraineană (99,86%), existând în minoritate și vorbitori de alte limbi.
1989: 1.425 (recensământ) 
2007: 1.414 (estimare)

### Recensământul din 1930
Componența etnică a comunei Cincău (județul Cernăuți)
     Ruteni (94,87%)
     Evrei (3,1%)
     Polonezi (1,25%)
     Altă etnie (0,78%)
Componența confesională a comunei Cincău
     Ortodocși (92,25%)
     Romano-catolici (1,47%)
     Greco-catolici (1,36%)
     Mozaici (3,1%)
     Adventiști (1,47%)
     Armeano-Catolici (0,35%)
Conform recensământului efectuat în 1930, populația comunei Cincău se ridica la 1.834 locuitori. Majoritatea locuitorilor erau ruteni (94,87%), cu o minoritate de evrei (3,10%) și una de polonezi (1,25%). Alte persoane s-au declarat: români (8 persoane) și armeni (6 persoane). Din punct de vedere confesional, majoritatea locuitorilor erau ortodocși (92,25%), dar existau și mozaici (3,10%), romano-catolici (1,47%), greco-catolici (1,36%), adventiști (1,47%) și armeano-catolici (0,35%).

## Personalități
- Ievheniia Iaroșînska (1868–1904), scriitoare, traducătoare, pedagogă, folcloristă și etnografă ucraineană